# Championnats d'Italie de tennis de table

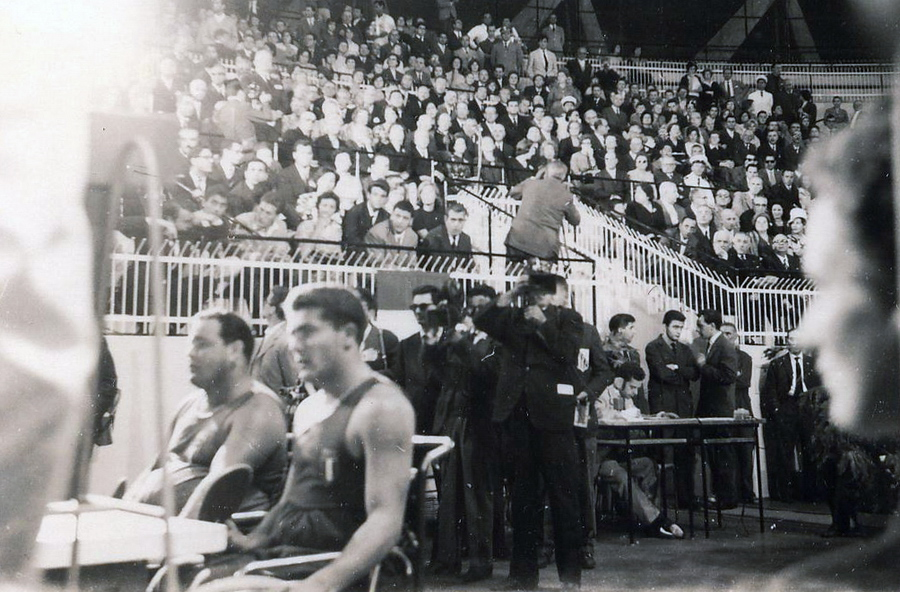
Rome 1960, compétition de tennis de table.

Les championnats d'Italie de tennis de table comprennent une compétition nationale opposant les huit meilleurs clubs pongistes du pays ainsi qu'un championnat individuel pour les joueurs de tennis de table italiens, dont les vainqueurs remportent le titre de champion d'Italie

## Championnats par équipes
Le palmarès des championnats par équipes comprend également celui de la Coupe d'Italie.

### Palmarès Hommes
| Année | Champion                           | Équipe championne                             | Deuxième                       | Vainqueur de la Coupe d'Italie |
| ----- | ---------------------------------- | --------------------------------------------- | ------------------------------ | ------------------------------ |
| 2025  | Tennistavolo Sassari               | Andrea Puppo, Lubomir Pistej, Sadi Ismailov   | Top Spin Messina               |                                |
| 2024, | USD Apuania Carrara TT             | Mihai Bobocica, Andrej Gacina, Tomislav Pučar | Top Spin Messina               | USD Apuania Carrara TT         |
| 2023  | USD Apuania Carrara TT             |                                               | Top Spin Messina               | USD Apuania Carrara TT         |
| 2022  | Top Spin Messina                   |                                               | USD Apuania Carrara TT         | USD Apuania Carrara TT         |
| 2021  | USD Apuania Carrara TT             |                                               | Top Spin Messina               | USD Apuania Carrara TT         |
| 2020  | 0                                  |                                               | 0                              | Top Spin Messina               |
| 2019  | Top Spin Messina                   |                                               | A4 Verzuolo Tonoli Scotta      | Top Spin Messina               |
| 2018  | USD Apuania Carrara TT             |                                               | SSD Milano                     | USD Apuania Carrara TT         |
| 2017  | USD Apuania Carrara TT             |                                               | ASD Castel Goffredo TT         |                                |
| 2016  | Sterilgarda TT Castel Goffredo (5) |                                               | USD Carrara TT                 |                                |
| 2015  | CUS Torino                         |                                               | ASD Falcon                     |                                |
| 2014  | USD Carrara TT                     |                                               | ASD Castel Goffredo TT         |                                |
| 2013  | Apuania Carrara                    |                                               | Sterilgarda TT Castel Goffredo |                                |
| 2012  | ASD Citta Di Sinacusa              |                                               | Sterilgarda TT Castel Goffredo |                                |
| 2011  | CUS Turin TSA                      |                                               | ASDTT Paiuscato Este 91        |                                |
| 2010  | Sterilgarda TT Castel Goffredo (4) |                                               | -                              |                                |
| 2009  | Sterilgarda TT Castel Goffredo (3) |                                               | ASDTT Paiuscato Este 91        |                                |

| - 2008 : ASD II Circolo Rome (1) - 2007 : TT Pieve Emanuele (4) - 2006 : TT Pieve Emanuele (3) - 2005 : TT Pieve Emanuele (2) - 2004 : TT Pieve Emanuele (1) - 2003 : Sterilgarda TT Castel Goffredo (2) - 2002 : Sterilgarda TT Castel Goffredo (1) - 2001 : Marcozzi Alimente Sardi Cagliari (4) - 2000 : Marcozzi Alimente Sardi Cagliari (3) - 1999 : Body Center Messine (1) - 1998 : Libertas Alfaterna Nocera Naples (5) - 1997 : Libertas Alfaterna Nocera Naples (4) - 1996 : Libertas Alfaterna Nocera Naples (3) - 1995 : Libertas Alfaterna Nocera Naples (2) - 1994 : CRAA Ferentino (2) - 1993 : Libertas Alfaterna Nocera Naples (1) - 1992 : Olitecnica Marcozzi Cagliari (2) - 1991 : CRAA Ferentino (1) - 1990 : Olitecnica Marcozzi Cagliari (1) - 1989 : Kiwi Isolabella Latina (2) | - 1988 : TT Latina (1) - 1987 : Centro Scarpa Prato (3) - 1986 : Centro Scarpa Prato (2) - 1985 : Centro Scarpa Prato (1) - 1984 : Vitamirella Sant-Elpidio (4) - 1983 : Pellicce Canali Parme (4) - 1982 : Pellicce Canali Parme (3) - 1981 : Pellicce Canali Parme (2) - 1980 : Agricom Parme (1) - 1979 : TT Sennigallia (2) - 1978 : Vitamirella Sant-Elpidio (3) - 1977 : TT Sennigallia (1) - 1976 : Vitamirella Sant-Elpidio (2) - 1975 : CUS Firenze (3) - 1974 : CUS Firenze (2) - 1973 : Città dei Ragazzi Modène (1) - 1972 : Vitamirella Sant-Elpidio (1) - 1971 : CUS Firenze (1) - 1970 : Torregiani Asola (2) - 1969 : CSI Milan (3) - 1968 : Nichelino Turin (1) | - 1967 : La Soffitta Trieste (1) - 1966 : CSI Milan (2) - 1965 : CSI Milan (1) - 1964 : ATA ACLI Asola (1) - 1963 : CSI Trévise (1) - 1962 : Universitas Rome (1) - 1961 : Dipendenti Comunali Milan (2) - 1960 : Dipendenti Comunali Milan (1) - 1959 : Olimpio Trévise (1) - 1958 : Mare e Monte Ruta Camogli (2) - 1957 : CUS Rome (1) - 1956 : Mare e Monte Ruta Camogli (1) - 1955 : TT Vigevano (1) - 1954 : Venete Vérone (1) - 1953 : Fortitudo Bologne (4) - 1952 : Fortitudo Bologne (3) - 1951 : Fortitudo Bologne (2) - 1950 : TT Bologne (1) - 1949 : Ginnastica Turin (2) - 1948 : Ginnastica Turin (1) |

### Palmarès Femmes
| Année | Champion                            | Deuxième                       | Vainqueur de la Coupe d'Italie |
| ----- | ----------------------------------- | ------------------------------ | ------------------------------ |
| 2025  | Brunetti Castel Goffredo (22)       | Tennistavolo Norbello          | TT Castel Goffredo             |
| 2024  | TT Castel Goffredo (21)             |                                | TT Castel Goffredo             |
| 2023  | TT Castel Goffredo (20)             |                                | TT Castel Goffredo             |
| 2022  | TT Castel Goffredo (19)             |                                | TT Castel Goffredo             |
| 2021  | TT Castel Goffredo (18)             |                                | TT Castel Goffredo             |
| 2020  | non attribué                        |                                | TT Cortemaggiore               |
| 2019  | TT Castel Goffredo (17)             |                                | TT Castel Goffredo             |
| 2018  | Sterilgarda TT Castel Goffredo (16) | Teco/Corte                     | TT Castel Goffredo             |
| 2017  | Sterilgarda TT Castel Goffredo (15) |                                |                                |
| 2016  | Sterilgarda TT Castel Goffredo (14) |                                |                                |
| 2015  |                                     |                                |                                |
| 2014  |                                     |                                |                                |
| 2013  |                                     |                                |                                |
| 2012  |                                     |                                |                                |
| 2011  |                                     |                                |                                |
| 2012  | ASD Sandonatese (3)                 | Sterilgarda TT Castel Goffredo |                                |
| 2011  | ASD Sandonatese (2)                 | Sterilgarda TT Castel Goffredo |                                |
| 2010  | Sterilgarda TT Castel Goffredo (13) | ASD Sandonatese                |                                |
| 2009  | ASD Sandonatese (1)                 | Sterilgarda TT Castel Goffredo |                                |

| - 2008 : Sterilgarda TT Castel Goffredo (12) - 2007 : Sterilgarda TT Castel Goffredo (11) - 2006 : Sterilgarda TT Castel Goffredo (10) - 2005 : Sterilgarda TT Castel Goffredo (9) - 2004 : Sterilgarda TT Castel Goffredo (8) - 2003 : Sterilgarda TT Castel Goffredo (7) - 2002 : Sterilgarda TT Castel Goffredo (6) - 2001 : Pink Cervino Valle d'Aosta (1) - 2000 : Fit Lycra Castel Goffredo (5) - 1999 : Fit Lycra Castel Goffredo (4) - 1998 : Fit Lycra Castel Goffredo (3) - 1997 : Fit Lycra Castel Goffredo (2) - 1996 : Fit Lycra Castel Goffredo (1) - 1995 : Lal Coccaglio (5) - 1994 : Lal Coccaglio (4) - 1993 : Lal Coccaglio (3) - 1992 : Impera Coccaglio (2) - 1991 : Emaia Vittoria (2) - 1990 : Emaia Vittoria (1) - 1989 : Comafer Coccaglio (1) | - 1988 : Surgelati Arena Vérone (3) - 1987 : Surgelati Arena Vérone (2) - 1986 : Surgelati Arena Vérone (1) - 1985 : Kras Sgonico (2) - 1984 : Kras Sgonico (1) - 1983 : Fiat Carrelli Bari (4) - 1982 : Fiat Carrelli Bari (3) - 1981 : Fiat Carrelli Bari (2) - 1980 : Fiat Carrelli Bari (1) - 1979 : AGMA Marano (1) - 1978 : GBC Bari (4) - 1977 : GBC Bari (3) - 1976 : GBC Bari (2) - 1975 : GBC Bari (1) - 1974 : CUS Torino (4) - 1973 : CUS Torino (3) - 1972 : CUS Torino (2) - 1971 : Recoaro Bolzano (1) - 1970 : IVI Milan (1) - 1969 : Dipendenti Comunali Milan (10) | - 1968 : Dipendenti Comunali Milan (9) - 1967 : TT Vigevano (1) - 1966 : CUS Torino (1) - 1965 : San Giorgio Vivaldi Genova (1) - 1964 : Dipendenti Comunali Milan (8) - 1963 : Dipendenti Comunali Milan (7) - 1962 : Dipendenti Comunali Milan (6) - 1961 : Dipendenti Comunali Milan (5) - 1960 : Dipendenti Comunali Milan (4) - 1959 : Dipendenti Comunali Milan (3) - 1958 : Dipendenti Comunali Milan (2) - 1957 : Gregoriana Milan (4) - 1956 : Gregoriana Milan (3) - 1955 : Gregoriana Milan (2) - 1954 : Gregoriana Milan (1) - 1953 : CRAL AEM Milan (1) - 1952 : Dipendenti Comunali Genova (1) - 1951 : Dipendenti Comunali Milan (1) - 1950 : Park Tennis Genova (1) |

## Championnats individuels

### Palmarès
| Année | Lieu                 | Simple messieurs      | Simple dames           | Double messieurs                         | Double dames                      | Double mixte                 |
| ----- | -------------------- | --------------------- | ---------------------- | ---------------------------------------- | --------------------------------- | ---------------------------- |
| 1948  | Livorno              | Lucio Sturani         | Francesca Rabarri      |                                          |                                   |                              |
| 1949  | Modena               | Lucio Sturani         | Imperia Marchionne     |                                          |                                   |                              |
| 1950  | Genova               | Lucio Sturani         | Imperia Marchionne     |                                          |                                   |                              |
| 1951  | Bologna              | Giuseppe Molina       | Antonella Monzini      |                                          |                                   |                              |
| 1952  | Milano               | Gianni Rondani        | Antonella Monzini      |                                          |                                   |                              |
| 1953  | Parma                | Gianni Rondani        | Emiliana Frediani      |                                          |                                   |                              |
| 1954  | Parma                | Gianni Rondani        | Maria Luisa Malvano    |                                          |                                   |                              |
| 1955  | Vigevano             | Lucio Sturani         | Anna Grippa            |                                          |                                   |                              |
| 1956  | Napoli               | Giacomo De Martini    | Isabella Colombo       |                                          |                                   |                              |
| 1957  | Livorno              | Luciano Winderling    | Paola Caneva           |                                          |                                   |                              |
| 1958  | Livorno              | Luciano Winderling    | Marisa Guglielmetti    |                                          |                                   |                              |
| 1959  | Trieste              | Mauro Galli           | Isabella Colombo       |                                          |                                   |                              |
| 1960  | Livorno              | Luciano Winderling    | Isabella Colombo       |                                          |                                   |                              |
| 1961  | Chiavari             | Luciano Winderling    | Isabella Colombo       |                                          |                                   |                              |
| 1962  | Chiavari             | Giuseppe Molina       | Isabella Colombo       |                                          |                                   |                              |
| 1963  | Vigevano             | Giuseppe Molina       | Isabella Colombo       |                                          |                                   |                              |
| 1964  | Stresa               | Mauro Galli           | Antonietta Galli       |                                          |                                   |                              |
| 1965  | Varese               | Mauro Galli           | Antonietta Galli       |                                          |                                   |                              |
| 1966  | Varese               | Luciano Winderling    | Antonietta Galli       |                                          |                                   |                              |
| 1967  | Firenze              | Guido Tosetto         | Antonietta Galli       |                                          |                                   |                              |
| 1968  | S.Elpidio            | Alessio Cossutta      | Antonietta Galli       |                                          |                                   |                              |
| 1969  | Varese               | Roberto Triulzi       | Isabella Colombo       |                                          |                                   |                              |
| 1970  | Fiuggi               | Alberto Pellizzola    | Giuseppina Vigotti     |                                          |                                   |                              |
| 1971  | Fiuggi               | Stefano Bosi          | Edith Santifaller      |                                          |                                   |                              |
| 1972  | Fiuggi               | Stefano Bosi          | Marcella Marcone       |                                          |                                   |                              |
| 1973  | Fiuggi               | Stefano Bosi          | Angela La Gioia        |                                          |                                   |                              |
| 1974  | Fiuggi               | Stefano Bosi          | Angela La Gioia        |                                          |                                   |                              |
| 1975  | Fiuggi               | Stefano Bosi          | Angela La Gioia        |                                          |                                   |                              |
| 1976  | Fiuggi               | Massimo Costantini    | Sonia Milic            |                                          |                                   |                              |
| 1977  | Parma                | Stefano Bosi          | Fabrizia Saporetti     |                                          |                                   |                              |
| 1978  | Campobasso           | Massimo Costantini    | Paola Bevilacqua       |                                          |                                   |                              |
| 1979  | Monza                | Stefano Bosi          | Sonia Milic            |                                          |                                   |                              |
| 1980  | Parma                | Massimo Costantini    | Paola Bevilacqua       |                                          |                                   |                              |
| 1981  | Senigallia           | Massimo Costantini    | Marina Cergol          |                                          |                                   |                              |
| 1982  | Livorno              | Massimo Costantini    | Paola Bevilacqua       |                                          |                                   |                              |
| 1983  |                      | Giovanni Bisi         | Giorgia Zampini        |                                          |                                   |                              |
| 1984  |                      | Massimo Costantini    | Giorgia Zampini        |                                          |                                   |                              |
| 1985  |                      | Giovanni Bisi         | Marina Cergol          |                                          |                                   |                              |
| 1986  |                      | Lorenzo Nannoni       | Giorgia Zampini        |                                          |                                   |                              |
| 1987  | Verona               | Francesco Manneschi   | Giorgia Zampini        |                                          |                                   |                              |
| 1988  | Modena               | Lorenzo Nannoni       | Giorgia Zampini        |                                          |                                   |                              |
| 1989  | Verona               | Francesco Manneschi   | Alessia Arisi          |                                          |                                   |                              |
| 1990  |                      | Remo De Prophetis     | Alessia Arisi          |                                          |                                   |                              |
| 1991  | Grado                | Massimo Costantini    | Alessia Arisi          |                                          |                                   |                              |
| 1992  |                      | Massimo Costantini    | Alessia Arisi          |                                          |                                   |                              |
| 1993  |                      | Massimiliano Mondello | Alessia Arisi          |                                          |                                   |                              |
| 1994  |                      | Massimiliano Mondello | Fljura Bulatova        |                                          |                                   |                              |
| 1995  |                      | Massimiliano Mondello | Alessia Arisi          |                                          |                                   |                              |
| 1996  |                      | Massimiliano Mondello | Fljura Bulatova        |                                          |                                   |                              |
| 1997  |                      | Valentino Piacentini  | Fljura Bulatova        |                                          |                                   |                              |
| 1998  |                      | Valentino Piacentini  | Laura Negrisoli        |                                          |                                   |                              |
| 1999  |                      | Valentino Piacentini  | Alessia Arisi          |                                          |                                   |                              |
| 2000  |                      | Massimiliano Mondello | Laura Negrisoli        |                                          |                                   |                              |
| 2001  |                      | Massimiliano Mondello | Nikoleta Stefanova     |                                          |                                   |                              |
| 2002  |                      | non assegnato         | Nikoleta Stefanova     |                                          |                                   |                              |
| 2003  |                      | Massimiliano Mondello | Nikoleta Stefanova     |                                          |                                   |                              |
| 2004  |                      | Massimiliano Mondello | Nikoleta Stefanova     |                                          |                                   |                              |
| 2005  | Jesolo               | Massimiliano Mondello | Nikoleta Stefanova     |                                          |                                   |                              |
| 2006  | Jesolo               | Massimiliano Mondello | Nikoleta Stefanova     |                                          |                                   |                              |
| 2007  | Terni                | Valentino Piacentini  | Laura Negrisoli        |                                          |                                   |                              |
| 2008  | Termeno              | Umberto Giardina      | Wenling Tan Monfardini |                                          |                                   |                              |
| 2009  | Conversano           | Mihai Răzvan Bobocica | Nikoleta Stefanova     |                                          |                                   |                              |
| 2010  | Ponte di Legno       | Stefano Tomasi        | Nikoleta Stefanova     |                                          |                                   |                              |
| 2011  | Rimini               | Mihai Răzvan Bobocica | Laura Negrisoli        |                                          |                                   |                              |
| 2012  | Riccione             | Mihai Răzvan Bobocica | Nikoleta Stefanova     |                                          |                                   |                              |
| 2013  | Riva Del Garda       | Mihai Răzvan Bobocica | Wang Yu                |                                          |                                   |                              |
| 2014  | Terni                | Niagol Stoyanov       | Nikoleta Stefanova     |                                          |                                   |                              |
| 2015  | Molfetta             | Leonardo Mutti        | Veronica Mosconi       |                                          |                                   |                              |
| 2016  | Castel Goffredo (MN) | Marco Rech Daldosso   | Nikoleta Stefanova     |                                          |                                   |                              |
| 2017  | Riccione (RN)        | Mihai Răzvan Bobocica | Tian Jing              |                                          |                                   |                              |
| 2018  |                      | Niagol Stoyanov       | Giorgia Piccolin       |                                          |                                   |                              |
| 2019  |                      | Leonardo Mutti        | Giorgia Piccolin (2)   |                                          |                                   |                              |
| 2020  |                      | Titolo non assegnato  | Titolo non assegnato   |                                          |                                   |                              |
| 2021  |                      | Marco Rech Daldosso   | Giorgia Piccolin (3)   |                                          |                                   |                              |
| 2022  |                      | Niagol Stoyanov       | Giorgia Piccolin (4)   |                                          |                                   |                              |
| 2023  | Cagliari             | Leonardo Mutti        | Tan Wenling            | Marco Rech Daldosso Alessandro Baciocchi | Debora Vivarelli Giorgia Piccolin | John Oyebode Gaia Monfardini |
| 2024  | Molfetta             | Mihai Răzvan Bobocica | Nicole Arlia           |                                          | Nikoleta Stefanova Nicole Arlia   | Jordy Piccolin Nicole Arlia  |
| 2025  | Montesilvano         | John Oyebode          | Giorgia Piccolin (5)   | Jordy Piccolin Federico Vallino Costassa | Debora Vivarelli Giorgia Piccolin | John Oyebode Gaia Monfardini |